# Дзиано Пиачентино
Дзиа̀но Пиачентѝно (на италиански: Ziano Piacentino, на местен диалект Ziàn, Дзиан) е малко градче и община в северна Италия, провинция Пиаченца, регион Емилия-Романя. Разположено е на 220 m надморска височина. Населението на общината е 2671 души (към 2010 г.).